# گروه D جام جهانی فوتبال ۲۰۲۲
گروه D جام جهانی فوتبال ۲۰۲۲ که بازی‌های آن از ۲۲ تا ۳۰ نوامبر ۲۰۲۲ (۱ تا ۹ آذر ۱۴۰۱) برگزار شد، از کشورهای فرانسه، استرالیا، دانمارک و تونس تشکیل شده است. دو تیم برتر این گروه به مرحله یک‌هشتم نهایی راه پیدا می‌کنند.

## تیم‌ها
| جایگاه قرعه | کشور     | گلدان | کنفدراسیون | شیوه راه‌یابی               | زمان راه‌یابی   | شمار راه‌یابی | آخرین راه‌یابی | بهترین عملکرد گذشته                        | رده‌بندی فیفا | رده‌بندی فیفا |
| جایگاه قرعه | کشور     | گلدان | کنفدراسیون | شیوه راه‌یابی               | زمان راه‌یابی   | شمار راه‌یابی | آخرین راه‌یابی | بهترین عملکرد گذشته                        | مارس ۲۰۲۲    | اکتبر ۲۰۲۲   |
| ----------- | -------- | ----- | ---------- | -------------------------- | -------------- | ------------ | ------------- | ------------------------------------------ | ------------ | ------------ |
| D1          | فرانسه   | ۱     | یوفا       | تیم اول گروه D یوفا        | ۱۳ نوامبر ۲۰۲۱ | ۱۶ بار       | ۲۰۱۸          | قهرمان (۱۹۹۸، ۲۰۱۸)                        | ۳            |              |
| D2          | استرالیا | ۴     | ای‌اف‌سی     | برندهٔ پلی‌آف ای‌اف‌سی-کونمبول | ۱۳ ژوئن ۲۰۲۲   | ۶ بار        | ۲۰۱۸          | یک‌هشتم پایانی (۲۰۰۶)                       | ۴۲           |              |
| D3          | دانمارک  | ۲     | یوفا       | تیم اول گروه F یوفا        | ۱۲ اکتبر ۲۰۲۱  | ۶ بار        | ۲۰۱۸          | یک‌چهارم پایانی (۱۹۹۸)                      | ۱۱           |              |
| D4          | تونس     | ۳     | کاف        | برنده مرحله سومکاف         | ۲۹ مارس ۲۰۲۲   | ۶ بار        | ۲۰۱۸          | مرحله گروهی (۱۹۷۸، ۱۹۹۸، ۲۰۰۲، ۲۰۰۶، ۲۰۱۸) | ۳۵           |              |

یادداشت‌ها
1. ↑  از رده‌بندی مارس ۲۰۲۲ برای قرعه‌کشی نهایی استفاده شد.

## جدول
| رتبه | تیم      | ب | پ | م | ش | گ‌ز | گ‌خ | ت‌گ | امتیاز | راه‌یابی            |
| ---- | -------- | - | - | - | - | -- | -- | -- | ------ | ------------------ |
| ۱    | فرانسه   | ۳ | ۲ | ۰ | ۱ | ۶  | ۳  | ۳+ | ۶      | صعود به مرحله حذفی |
| ۲    | استرالیا | ۳ | ۲ | ۰ | ۱ | ۳  | ۴  | ۱– | ۶      | صعود به مرحله حذفی |
| ۳    | تونس     | ۳ | ۱ | ۱ | ۱ | ۱  | ۱  | ۰  | ۴      |                    |
| ۴    | دانمارک  | ۳ | ۰ | ۱ | ۲ | ۱  | ۳  | ۲– | ۱      |                    |

نخستین مسابقه در تاریخ ۲۲ نوامبر ۲۰۲۲ (۱ آذر ۱۴۰۱) برگزار خواهد شد. منبع: فیفا

قوانین رتبه بندی: رتبه‌بندی مرحله گروهی

در مرحله یک‌هشتم نهایی:
- تیم اول گروه D مقابل تیم دوم گروه C قرار می‌گیرد.
- تیم دوم گروه D مقابل تیم اول گروه C قرار می‌گیرد.

## بازی‌ها
تمامی زمان‌ها به زمان قطر هستند. (یوتی‌سی ۳+).

### دانمارک برابر تونس
دو تیم پنج بار به مصاف هم رفته اند که آخرین بار در یک دیدار دوستانه در سال ۲۰۰۲ دانمارک توانست با نتیجه ۲–۱ به پیروزی برسد.
| دانمارک | ۰–۰   | تونس |
| ------- | ----- | ---- |
|         | گزارش |      |

### فرانسه برابر استرالیا
| فرانسه | مسابقه ۵ | استرالیا |
| ------ | -------- | -------- |
|        | گزارش    |          |

### تونس برابراسترالیا
| تونس | مسابقه ۲۱ | استرالیا |
| ---- | --------- | -------- |
|      | گزارش     |          |

### فرانسه برابر دانمارک
دو تیم سه بار در جام جهانی به مصاف هم رفته اند که تمامی این سه دیدار در مرحله‌ی گروهی و با نتایج متفاوت بوده است، فرانسه یک‌بار با نتیجه ۲–۱ در مرحله گروهی جام جهانی ۱۹۹۸ و دانمارک هم یک‌بار نتیجه ۲–۰ در مرحله گروهی جام جهانی ۲۰۰۲ به پیروزی رسیده اند، یک‌بار هم با نتیجه ۰–۰ در مرحله گروهی جام جهانی ۲۰۱۸ به تساوی رسیده اند. 
| فرانسه | مسابقه ۲۳ | دانمارک |
| ------ | --------- | ------- |
|        | گزارش     |         |

### استرالیا برابر دانمارک
| استرالیا | مسابقه ۳۷ | دانمارک |
| -------- | --------- | ------- |
|          | گزارش     |         |

### تونس برابر فرانسه
دو تیم چهار بار به مصاف هم رفته اند که در آخرین مسابقه در یک دیدار دوستانه در سال ۲۰۱۰ با نتیجه ۱–۱ به تساوی رسیده اند.
| تونس | مسابقه ۳۸ | فرانسه |
| ---- | --------- | ------ |
|      | گزارش     |        |

## موارد انضباطی
در صورت تساوی قوانین رتبه‌بندی تیم‌ها در مرحله‌ی گروهی چه در مجموع و چه در رو در رو، از امتیاز موارد انضباطی یا به اصطلاح بازی جوانمردانه به عنوان یک قانون رتبه‌بندی استفاده می‌شود. این موارد بر اساس کارت‌های زرد و قرمز دریافتی در تمامی مسابقات گروهی است که به شرح زیر محاسبه می‌شود:
- کارت زرد اول: منفی ۱ امتیاز
- کارت قرمز غیرمستقیم (کارت زرد دوم): منفی ۳ امتیاز
- کارت قرمز مستقیم: منفی ۴ امتیاز
- کارت زرد و کارت قرمز مستقیم: منفی ۵ امتیاز

فقط یکی از امتیازهای منفی فوق را می توان برای یک بازیکن در یک مسابقه اعمال کرد. 
| تیم      | مسابقه ۱ | مسابقه ۱                      | مسابقه ۱ | مسابقه ۱               | مسابقه ۲ | مسابقه ۲                      | مسابقه ۲ | مسابقه ۲               | مسابقه ۳ | مسابقه ۳                      | مسابقه ۳ | مسابقه ۳               | امتیاز |
| تیم      |          | Yellow card · Yellow-red card | Red card | Yellow card · Red card |          | Yellow card · Yellow-red card | Red card | Yellow card · Red card |          | Yellow card · Yellow-red card | Red card | Yellow card · Red card | امتیاز |
| -------- | -------- | ----------------------------- | -------- | ---------------------- | -------- | ----------------------------- | -------- | ---------------------- | -------- | ----------------------------- | -------- | ---------------------- | ------ |
| فرانسه   |          |                               |          |                        |          |                               |          |                        |          |                               |          |                        |        |
| استرالیا |          |                               |          |                        |          |                               |          |                        |          |                               |          |                        |        |
| دانمارک  |          |                               |          |                        |          |                               |          |                        |          |                               |          |                        |        |
| تونس     |          |                               |          |                        |          |                               |          |                        |          |                               |          |                        |        |